# Малокалиберная автоматическая пушка

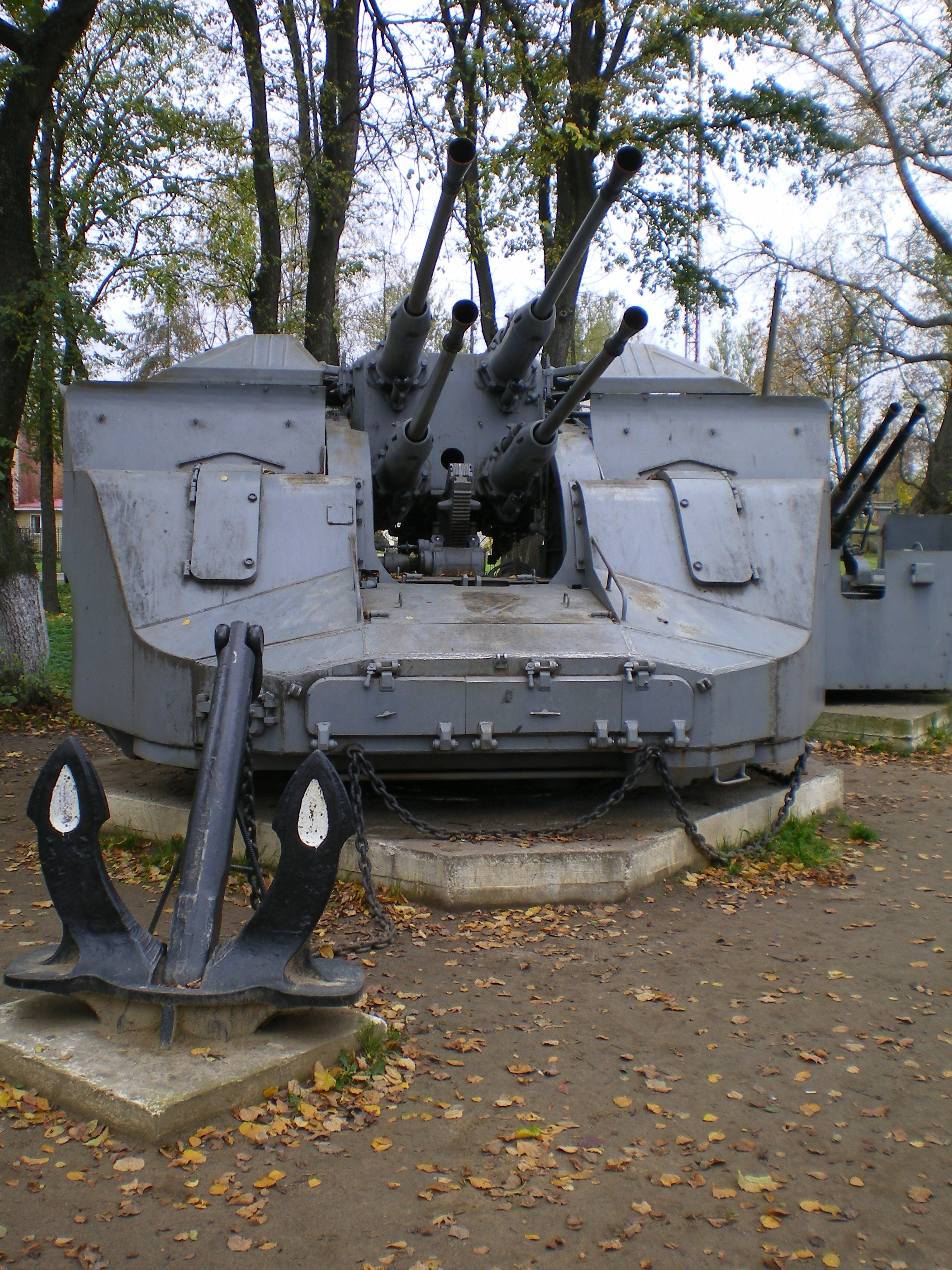
Четырёхствольная зенитная 45-мм автоматическая установка СМ-20-ЗИФ, Шлиссельбург, музей под открытым небом «Эхо великих сражений».

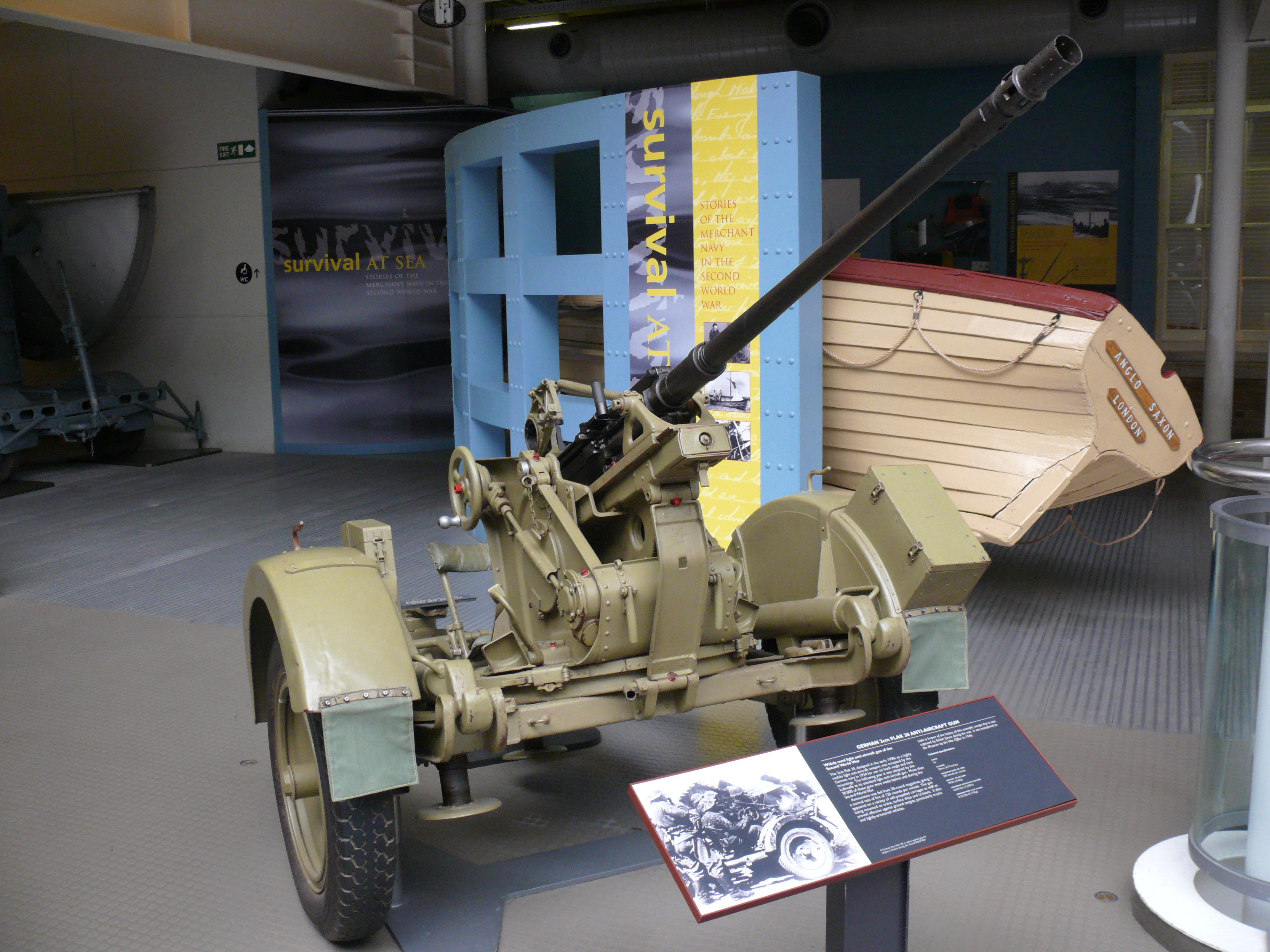
20-мм автоматическая пушка Flak 30 на колёсном лафете.

Малокалиберная автоматическая пушка (также скорострельная автоматическая пушка) — вид (тип) автоматического оружия, калибр которого превышает калибр стрелкового оружия (винтовки и пулемёты), но меньше калибра полевой артиллерии.
В настоящее время не существует однозначного и общепризнанного определения калибра оружия, начиная с которого оно принадлежит к малокалиберным пушкам, однако употребительным является представление о калибрах малокалиберных пушек, превышающих 15 мм, или иначе, начиная с 20 мм. Верхней границей диапазона калибров принято считать 50 (57) мм. Характерным отличием малокалиберных пушек является наличие автоматических устройств перезаряжания и более высокий темп стрельбы. Снаряды малокалиберных пушек характеризуются наличием ведущего пояска и центрирующего утолщения.

## История создания
В 1883 году американским инженером Х. С. Максимом была создана 37-мм автоматическая пушка. Первоначально автоматические пушки использовались главным образом на кораблях для борьбы с миноносками и минными катерами. В период Первой мировой войны малокалиберные автоматические пушки периодически использовались как зенитные орудия, реже — как полевые орудия и средство вооружения бронеавтомобилей и бронепоездов.
Впервые легкая скорострельная пушка была разработана более 80 лет тому назад и предназначалась для установки на самолёте. Родоначальником малокалиберных автоматических пушек принято считать 20-мм пушку Беккера массой 30 кг и темпом стрельбы 350 выстрелов в минуту. Боевое применение этой пушки началось в 1918 году на завершающем этапе Первой мировой войны. На её основе швейцарской фирмой SEMAG (Seebach Maschinenbau AG, впоследствии Oerlikon), было создано семейство автоматических пушек различного назначения. В 1940-е годы 20-мм авиационные пушки заменили собой несколько пулемётов, как обычного калибра, так и крупнокалиберных, широко применявшихся в то время, повысив эффективность действия оружия по воздушным и наземным целям. В результате увеличения калибра оружия появилась возможность снаряжения корпуса снаряда взрывчатым веществом и размещения в нём взрывателя, обеспечивающего подрыв снаряда при встрече с целью. Образующиеся при разрыве снаряда высокоскоростные осколки корпуса значительно увеличили вероятность поражения цели.
Приблизительно в то же время, между двумя мировыми войнами, были созданы скорострельные зенитные пушки для защиты сухопутных войск и кораблей от самолётов, действующих на малых высотах, например, немецкая 20-мм пушка Flak 30 (разработана в 1920-х годах). Также, в конце 1930-х — начале 1940-х годов получили распространение 20-мм автоматические пушки (созданные на базе зенитных или авиационных), устанавливавшиеся на лёгких танках и бронеавтомобилях (например, на немецком бронеавтомобиле Sd.Kfz.232 (1932 год), танке Pz.II (1936 год), итальянском танке L6/40 (1939 год) и советском танке Т-60 (1941 год). Высокая практическая скорострельность порядка 250 выстрелов в минуту, в то время, была реализована в калибре 20 мм. И в этом случае увеличенный объём снаряда и снаряжение его взрывчатым веществом позволили увеличить вероятность поражения скоростных целей.

## Современное состояние

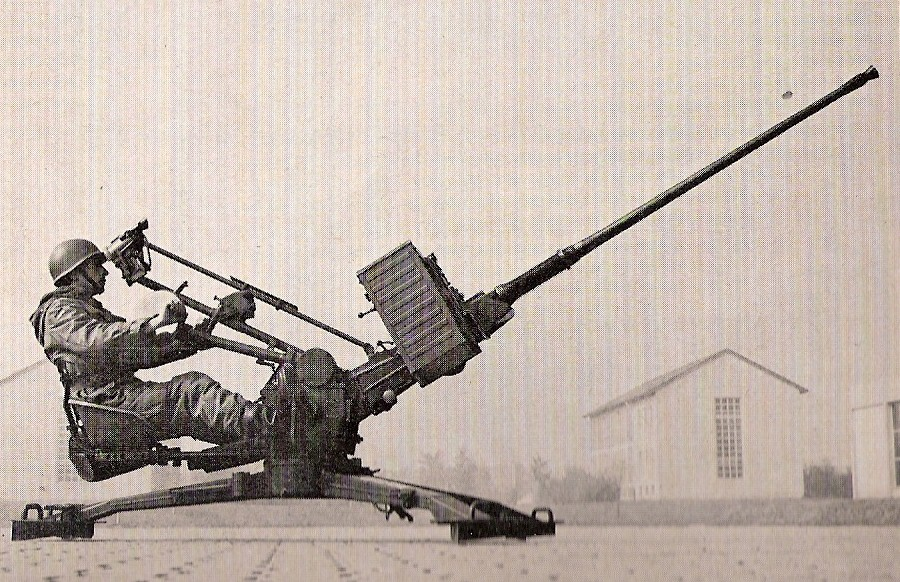
20-мм пушка Hispano-Suiza 820 L/85 (длина ствола 85 клб.), выпускавшаяся по лицензии компанией Rheinmetall, и стоявшая на вооружении сухопутных войск Германии до середины 1990-х годов под обозначением MK 20-1. Патрон 20 × 139 мм.

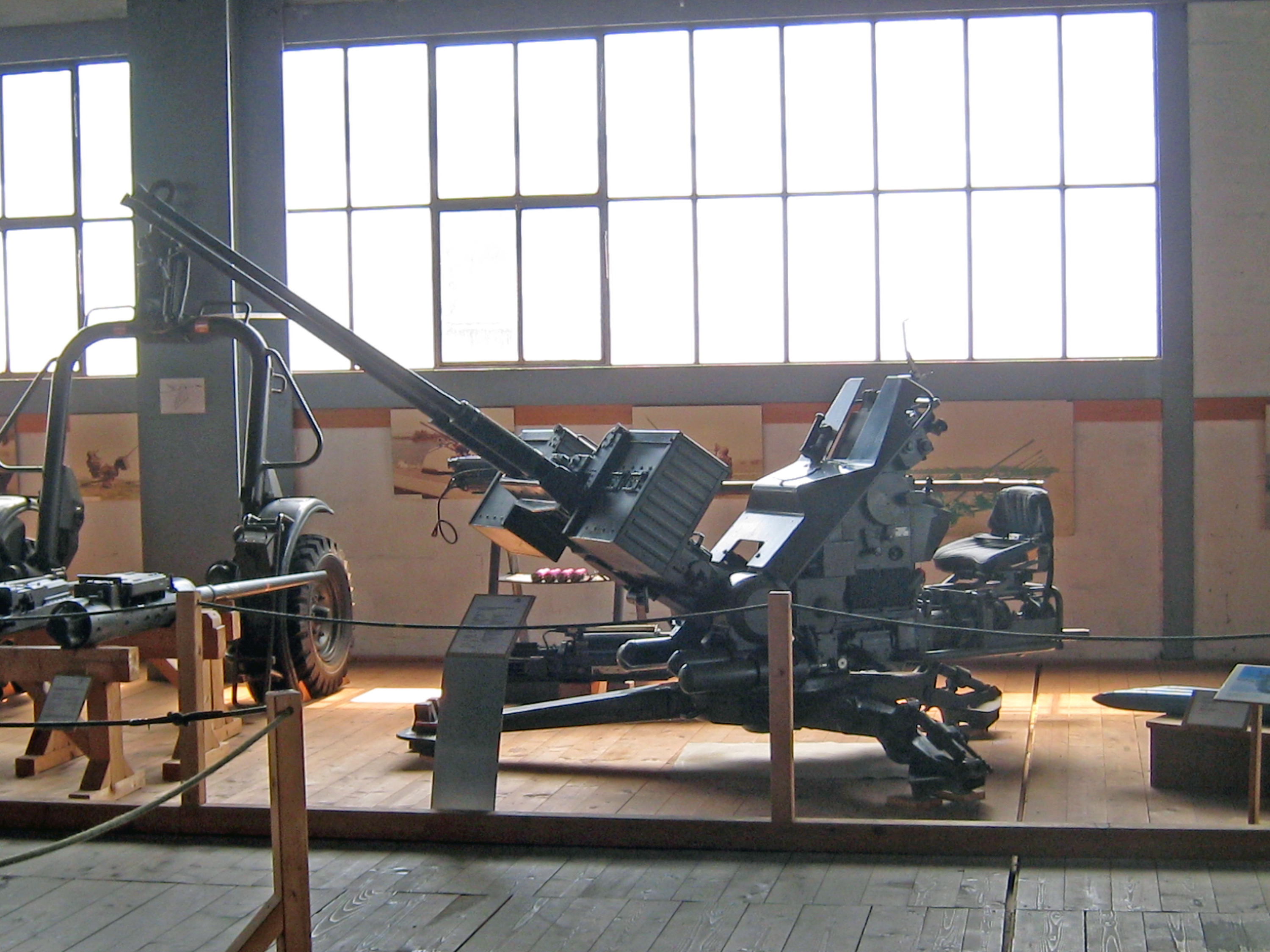
Спаренная зенитная установка 20 mm Zwilling на базе швейцарской пушки HS 820. Обозначение нижнего станка лафета HS 666A.

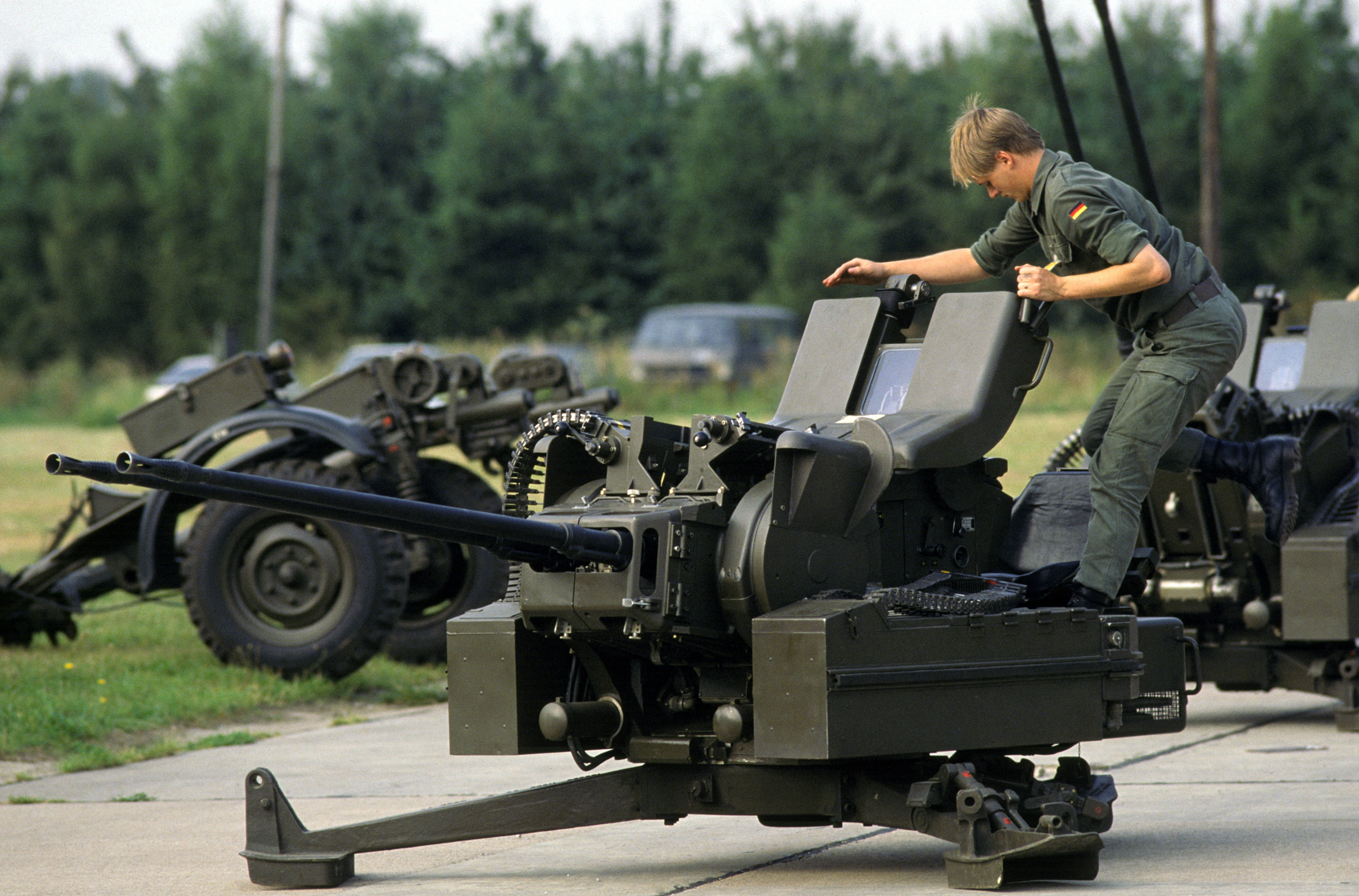
Спаренная зенитная установка 20 mm Flak-Zwilling 1095 на базе пушки «Рейнметалл» Rh 202. Патрон 20 × 139 мм.

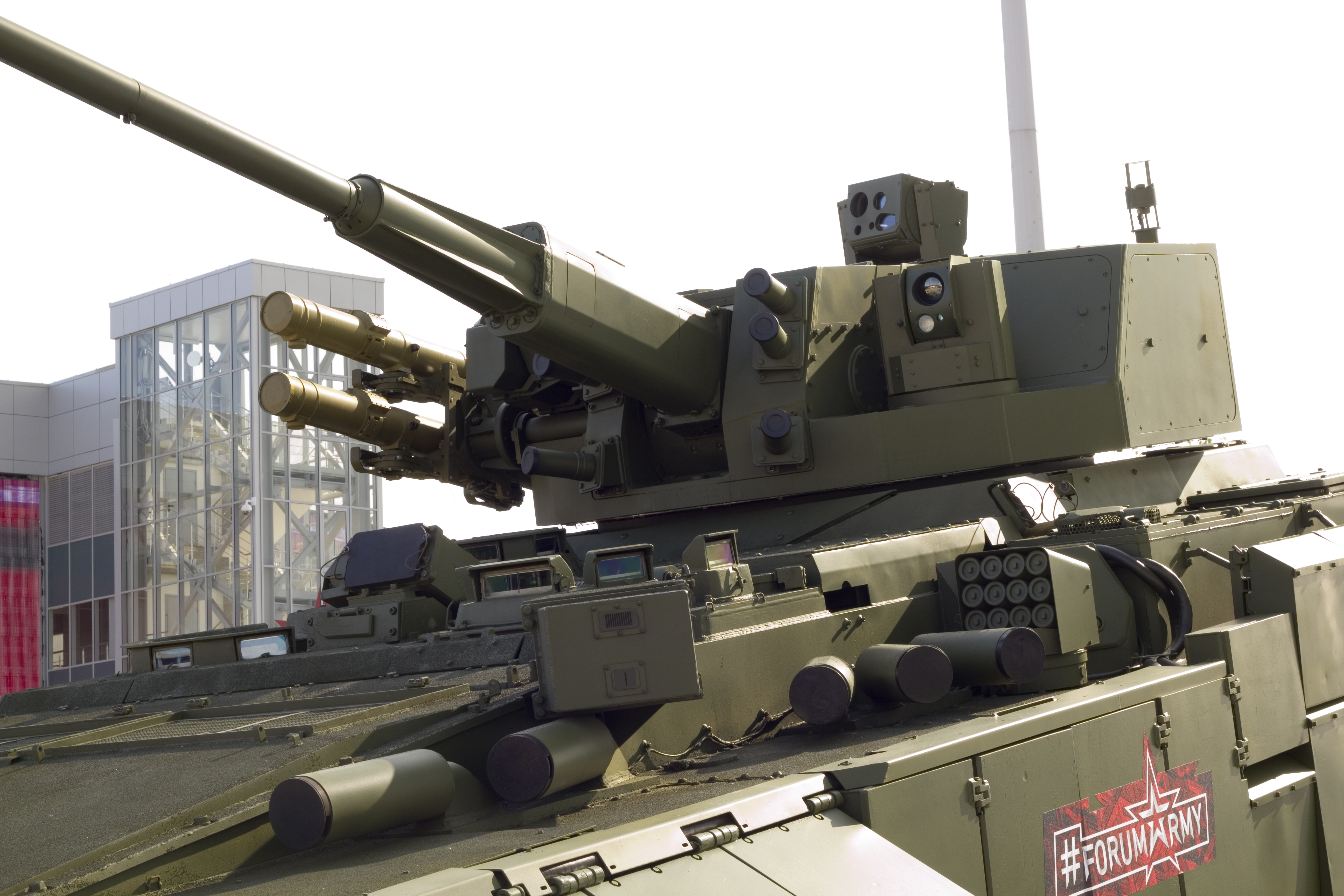
57-мм автоматическая установка АУ220М на тяжёлой БМП Т-15.

1960-е годы ознаменовались появлением механизированных соединений сухопутных войск и широким использованием бронетранспортеров (БТР). БТР предназначались для защиты личного состава от огня стрелкового оружия, в связи с чем появилась необходимость поражения огнём малокалиберной артиллерии и этого типа бронемашин. Необходимо сказать, что сам БТР является наиболее подходящим носителем малокалиберной пушки. Одновременно для поражения защищенных (бронированных) целей необходим иной тип боеприпаса сравнительно с разрывным снарядом, укомплектованным взрывателем ударного действия. Для этого необходим боеприпас, кинетическая энергия которого используется для пробития брони, — патрон с бронебойным или с бронебойным подкалиберным снарядом. Зенитная пушка или артиллерийский автомат оказалась весьма эффективной в этом назначении благодаря высокой начальной скорости снаряда. Вероятно, поэтому целый ряд малокалиберных пушек конструктивно основывается на более ранних разработках зенитных систем. В 1960-е и 70-е годы на вооружение сухопутных войск стран НАТО в большом количестве поступали 20-мм системы: «Испано-Сюиза» HS 820 (см. фото), «Эрликон» 204K, «Эрликон» 5TG и им аналогичные. Одной из задач указанных систем являлось поражение БТР противника — в то время с противопульным бронированием, — для чего в боекомплекте пушек имелись патроны с бронебойным калиберным снарядом, подкалиберным с твёрдым сердечником, позднее подкалиберным с отделяемым поддоном снарядами.
Диапазон типовых целей современных скорострельных пушек практически не изменился. Развитие БТР привело к появлению боевых машин пехоты (БМП) с усиленным бронированием. Малокалиберная автоматическая пушка является основным вооружением современных БМП. Вместе с тем, решение задачи поражения бронезащиты существующих и перспективных целей связано с необходимостью улучшения тактико-технических характеристик существующих артиллерийских систем. Указанного можно достичь исключительно увеличением калибра оружия. С момента появления первой скорострельной пушки наблюдается непрерывный рост уровня защищенности всех типов целей, отражением чего является устойчивая тенденция повышения калибров пушек и создания специализированных снарядов бронебойного действия.
с 1980-х годов малокалиберные автоматические пушки занимают прочное место в следующих основных областях:
- Вооружение боевых броневых машин (ББМ) легкой весовой категории
- Лёгкие зенитные артиллерийские системы
- Артиллерийские комплексы ВМФ — зенитные и вспомогательного назначения
- Комплексы вооружения самолётов и вертолётов

Начиная с 1980-х годов были созданы специализированные зенитные артиллерийские комплексы ПВО для борьбы с ракетами, вертолётами и другими летательными аппаратами.
Авиационные пушки в результате длительного развития представляют одну из сложнейших систем, устанавливаемых на летательных аппаратах. Они характеризуются высоким темпом стрельбы и оснащены сложными системами подачи боеприпасов. К новым видам вооружения, появившимся на поле боя, относятся ударные вертолёты. Малокалиберная пушка, в свою очередь, является одним из основных видов вооружения этого эффективного носителя.

### Общие требования
Малокалиберные пушки представляют сложный вид вооружения, к которому предъявляются требования обеспечения высокого темпа стрельбы, высоких начальных скоростей и высокой точности стрельбы. Калибры оружия должны быть достаточными для использования новых, постоянно совершенствуемых боеприпасов, необходимых для поражения современных высокозащищённых целей. Кроме того, поскольку пушки устанавливаются на различных носителях, они должны иметь небольшие массу и размеры.

## Перспективные направления развития малокалиберной артиллерии

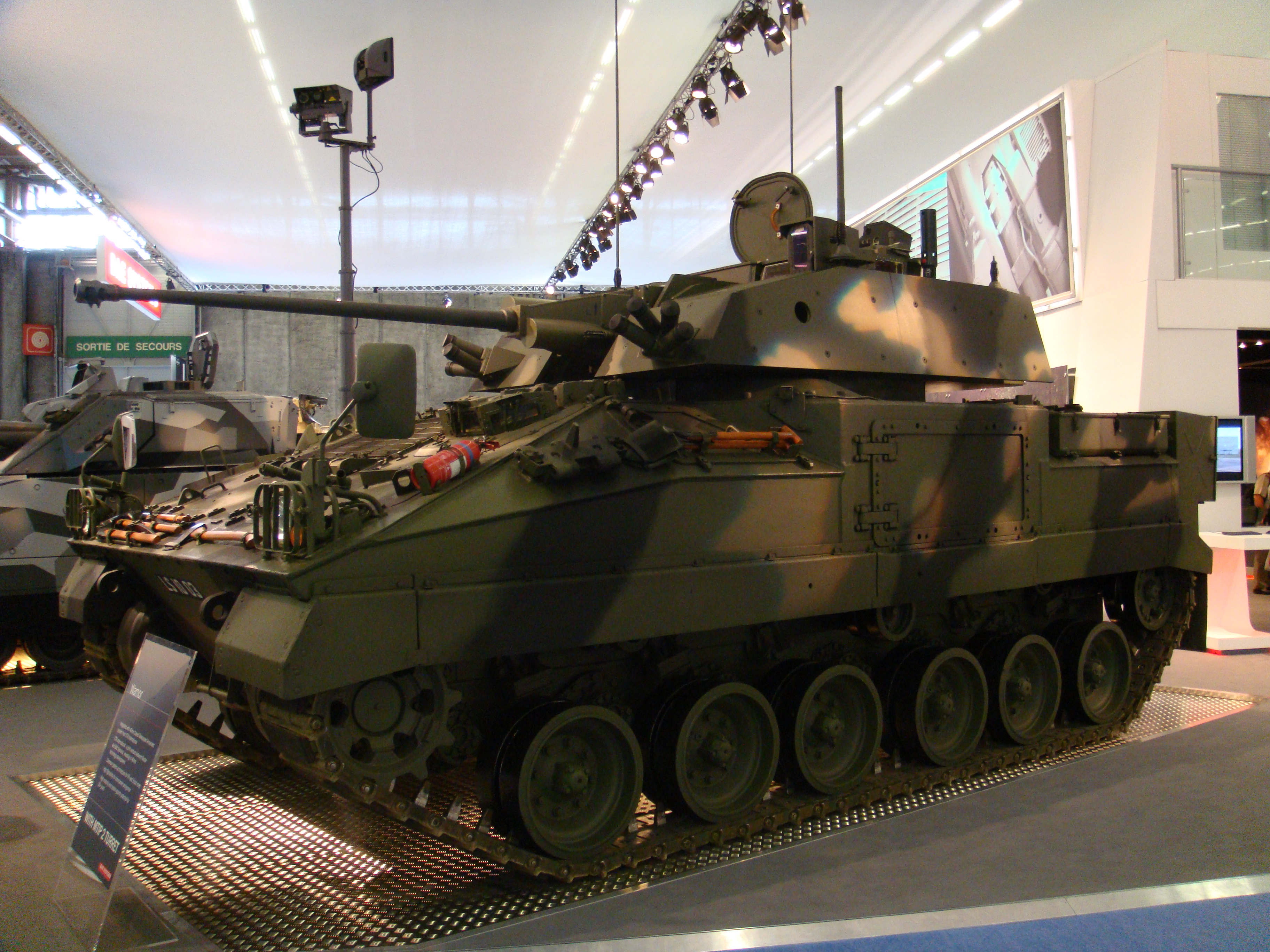
Британская БМП «Уорриор» с новой башней MTIP2 и 40-мм пушкой СТ40 под телескопический патрон.

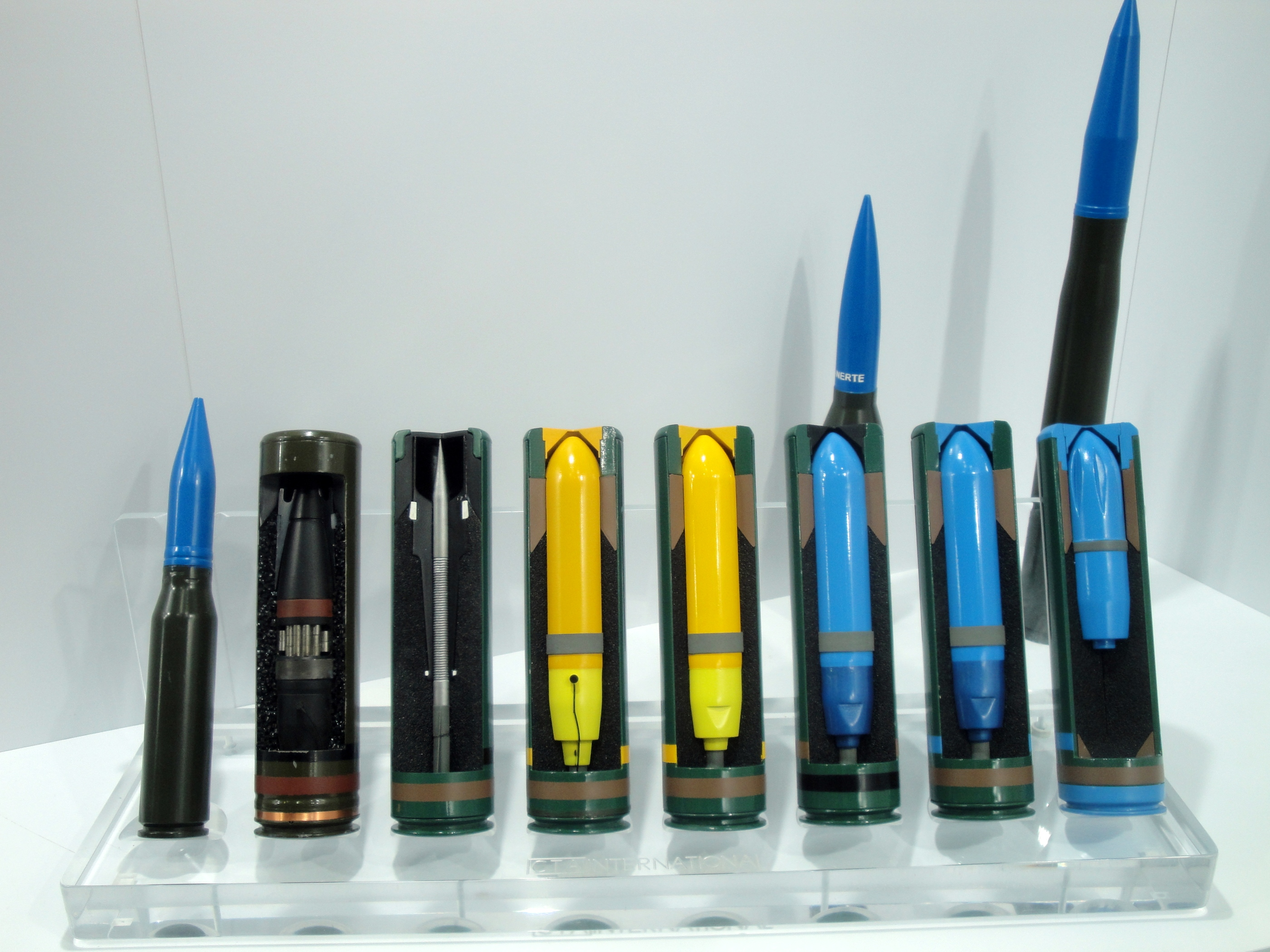
Типы 40-мм телескопических выстрелов к пушке CT40 (слева-направо): корректируемый Case Telescoped Guided Projectile (CTGP); оперённый подкалиберный APFSDS-T; два выстрела осколочно фугасных общего назначения General Purpose Round (GPR), в том числе дистанционного подрыва; практические трассирующие трёх типов TP-T, TP-RR-T.

- Увеличение калибра автоматических пушек, предназначенных для вооружения боевых бронированных машин сухопутных войск с 25…30 до 35…50 мм, связанное с ростом защищённости всех типов целей[9]. Увеличение калибра свыше 30 мм, в частности, позволяет реализовать схему программируемого воздушного (управляемого) подрыва с рациональным выходом массы металла корпуса снаряда в осколочные элементы, эффективные по живой силе в современных средствах индивидуальной броневой защиты (СИБ). Выстрел с бронебойным снарядом типа БОПТС в калибрах повышенного могущества (d 35…57 мм) обеспечивает выведение из строя (по типу «невозможность передвижения») стоящих на вооружении БМП при единичном попадании.
- Бикалиберные системы со сменными стволами калибров 30/40 мм и 35/50 мм[9][10];
- Пушки с нелинейной схемой заряжания и боеприпасами телескопического типа;
- Устойчивая тенденция роста максимального давления зарядной каморы с 470 МПа (штатных систем 25 × 137 мм и 30 × 173 мм) до 500—550 МПа (для перспективных систем повышенного могущества). Последнее предполагает, наряду с ростом напряженности баллистического решения, применение ствольных сталей повышенных прочности и надежности, использования современных методов проектирования, расчета на прочность и моделирования процессов динамического нагружения.
- Снижение технического рассеивания при стрельбе с ориентиром на реализованные значения перспективных систем с внешним приводом автоматики «Бушмастер II», «Бушмастер III» и CT40 до значений ≤ 0,3 мрад одиночными выстрелами и ≤ 0,5 мрад при стрельбе очередью.

### Бикалиберная пушка
Устройство бикалиберной пушки со сменными стволами позволяет изменять калибр системы, то есть могущество оружия, простой операцией перестволения при внесении незначительных изменений в систему подачи, и базируется на сохранении габаритных размеров патронов обеих систем: одинаковых длин патронов и диаметров донных частей гильз. Достоинством бикалиберных систем являются минимальные расходы при переходе на более крупный калибр, связанные с едиными унифицированными узлами систем меньшего и крупного калибров.
Одним из отрицательных моментов бикалиберной пушечной системы является ограничение длины патрона большего калибра соответствующим значением нижестоящего патрона, и, соответственно, ограничение его дульной энергии. В современных системах для парирования этого недостатка патрон большего калибра может выполняться по схеме гильзового телескопического выстрела, то есть патрона, в котором снаряд полностью утоплен в цилиндрической гильзе и находится в окружении метательного заряда. Патрону большего калибра (50 мм) пушки Rh503 разработчиком, фирмой «Рейнметалл» в конце 1980-х гг. присвоено наименование (англ.) Supershot — супервыстрел. По аналогии в США 40-мм выстрел к бикалиберной пушке MK44 получил наименование SuperForty или сокращенно S40mm.
Бикалиберными являются артиллерийские системы: 15/20-мм «Маузер» MG-151, 30/40-мм пушка MK44 или «Бушмастер II», 35/50-мм пушки Рейнметалл Rh 503 и «Бушмастер IV».
По принципу действия автоматики малокалиберные пушки могут быть следующих типов:
- Отдача ствола и сцеплённого с ним затвора
  - с длинным ходом ствола: «Бофорс» L70; «Рарден»
  - с коротким ходом ствола: MG 151, ГШ-30-1
- Свободный затвор: МК 108
- Газоотвод из канала ствола в газовую камору: подавляющее большинство советских/российских и зарубежных малокалиберных пушек XX столетия, в том числе Hispano-Suiza HS.404, НР-30 и др.
- Револьверная пушка: Mauser MG 213, M39, ADEN и DEFA, Mauser BK-27[англ.], KCA
- Пушка схемы Гатлинга с вращающимся блоком стволов: M61 Vulcan
- Пушка с нелинейной схемой заряжания и боеприпасами телескопического типа: CT40[11]

## Типы боеприпасов
Отмечается распространенная в странах НАТО на протяжении последних десятилетий практика первоочередной «модернизации» боекомплектов стоящих на вооружении артиллерийских систем, состоящая в принятии новых боеприпасов повышенной эффективности, в противоположность наращиванию калибров артиллерийских комплексов. В частности в результате введения в боекомплекты современных выстрелов с бронебойными оперенными подкалиберными снарядами, снарядами воздушного подрыва с программируемыми многофункциональными взрывателями (типов ABM, PABM, 3Р и аналогичных), а также выстрелов нового поколения типов FAPDS, PELE и т. п., предназначенных для поражения небронированных и легкобронированных целей, и не содержащих заряда взрывчатого вещества и взрывателя. Тем самым, в совокупности достигается повышение эффективности поражающего действия по широкому комплексу целей и, соответственно, повышение выживаемость носителя вооружения без увеличения его калибра.
Применительно к артсистемам, устанавливаемым на боевых бронированных машинах легкой категории, основным типом боеприпаса для поражения бронированных целей в калибрах 25…30…35 и 40 мм является бронебойный снаряд высокого удлинения с оперенным подкалиберным сердечником из тяжелого сплава. Для 40 мм патронов с традиционной гильзой бутылочной формы («Бофорс» 40х365 мм) и для патрона новой компоновочной схемы (телескопический выстрел) обеспечивается бронепробитие не хуже 100 мм/60°/1500 м с перспективой его увеличения на 15—25 % за счет совершенствования метательного заряда и материалов поддона.
Практически все перспективные комплексы вооружения предназначены для стрельбы боеприпасами управляемого подрыва с реализацией стандартизованной в странах НАТО схемы программирования взрывателя снарядов типа AHEAD (надульного программатора), либо в трактах питания пушечных систем («Бушмастер II», «Рейнметалл» Rh503, «Бофорс» L70 и CT40. При подрыве боеприпасов дистанционного управляемого подрыва типа PABM (Programmable Air Burst Munition) обеспечивается заданная эффективность осколочного поражения защищенной живой силы в СИБ.

### Некоторые используемые калибры
Вторая мировая война
- 20 × 99 мм ШВАК (пушка) и Б-20
- 20 × 82 мм MG 151
- 20 × 110 мм Hispano-Suiza HS.404
- 23 × 115 мм НС-23 и НР-23
- 23 × 152 мм ВЯ-23
- 30 × 91 мм MK 108
- 30 × 185 мм MK 101 и MK 103

Послевоенный период
- 20 × 102 мм M39[англ.], M61 Vulcan, M168, XM301[англ.]
- 20 × 128 мм Oerlikon 5TG
- 20 × 139 мм Hispano-Suiza HS.820, Rheinmetall Rh202
- 23 × 115 мм АМ-23 и ГШ-23
- 23 × 152 мм B ЗУ-23 и ЗСУ-23-4
- 23 × 260 мм Р-23
- 25 × 137 мм Oerlikon KBA, M242 Bushmaster
- 27 × 145 мм Mauser BK27
- 30 × 113 мм B ADEN/DEFA, GIAT 30 M781, Hughes M230
- 30 × 150 мм GIAT 30 M791
- 30 × 165 мм 2А42, 2А72, 6К30ГШ, АК-630
- 30 × 170 мм RARDEN, HS.831L, Oerlikon KCB
- 30 × 210 мм НН-30
- 30 × 173 мм GAU-8/A, Mauser Mk30, Mark 44
- 35 × 228 мм Oerlikon KDA, KDB, KDC, KDE, KDF

## Сравнение корабельных малокалиберных автоматических артиллерийских установок
| Характеристика \ арт. установка | АК-630М /                                                       | АК-630М-2 «Дуэт»                                | Mark 15 Phalanx                   | Goalkeeper                             | Meroka             |
| ------------------------------- | --------------------------------------------------------------- | ----------------------------------------------- | --------------------------------- | -------------------------------------- | ------------------ |
| Фото                            |                                                                 |                                                 |                                   |                                        |                    |
| Год                             | 1964                                                            | 1990-е                                          | 1973                              | 1975                                   | 1970-е             |
| Калибр \ патрон                 | 30 мм \ 30 × 165 мм ОФ-84\ОФЗ\ОР-64                             | 30 мм \ 30 × 165 мм ОФ-84\ОФЗ\ОР-64             | 20 мм \ 20 × 102 мм ОФЗ\З-Т\БПС-Т | 30 мм \ 30 × 173 мм БЗ\БПС-Т\FMPDS     | 20 мм              |
| Скорострельность                | 4000-5000 выстр./мин                                            | 10000 выстр./мин                                | 3000 выстр./мин                   | 4200 выстр./мин                        | 9000 выстр./мин    |
| Длина очереди                   | 6 х 400 с перерывом 5 сек 6 х 200 с перерывом 1 сек             |                                                 |                                   |                                        |                    |
| Начальная скорость снаряда      | 890 м/с                                                         | 890 м/с                                         | 1036 м/с                          | 1150 м/с                               | 1215 м/с           |
| Дальность                       | 4000 м по наклонной 5000 м по морским целям 8100 м максимальная | 5000 м эффективная                              | 1470 м                            | 2000 м эффективная 3000 м максимальная | 1500 м             |
| Скорость цели                   |                                                                 |                                                 | 2М                                |                                        |                    |
| Вертикальная плоскость          | от −12 до +88 град                                              | от −25 до +90 град                              | от −25 до +85 град                | от −25 до +85 град                     | до +85 град        |
| Горизонтальная плоскость        | от +180 до −180 град                                            | от +180 до −180 град                            | от +180 до −180 град              | от +180 до −180 град                   |                    |
| Боезапас                        | основной — 2000 ед., запасной бункер — 1000 ед.                 | основной — 2000 ед., запасной бункер — 1000 ед. | основной — 1470 ед.               | 1190 ед.                               | 720 ед             |
| Длина ствола                    | 2600 / 54 калибра                                               | 2 × 2600 / 54 калибра                           | 76 калибра                        | 2400 / 80 калибра                      | 2400 / 120 калибра |
| Орудие                          | АО-18                                                           | 2 × АО-18                                       | M61 Vulcan                        | Sea Vulcan 30                          | 12 × Oerlikon      |
| Управление огнём                | МР-123-02/3 «Багира», «Пума» 5П-10, «Вымпел», «Барс»            | МР-123-02/3 «Багира»                            |                                   |                                        | Mk 92              |
| Скорость поворота в верт. пл-ти | 50 град/сек                                                     | 60 град/сек                                     | 92 град/сек                       | 80 град/сек                            | 90 град/сек        |
| Скорость поворота в гор. пл-ти  | 70 град/сек                                                     | 80 град/сек                                     | 126 град/сек                      | 100 град/сек                           | 90 град/сек        |
| Система подачи боеприпаса       | ленточное, непрерывное                                          | ленточное, непрерывное                          |                                   |                                        |                    |
| Конструкционная схема           | схема Гатлинга                                                  | схема Гатлинга                                  | схема Гатлинга                    | схема Гатлинга                         |                    |
| Привод стрельбы                 | газовый двигатель \ электропривод                               | газовый двигатель \ электропривод               |                                   |                                        |                    |
| Охлаждение                      | жидкостное, автономное                                          | жидкостное                                      |                                   |                                        |                    |
| Боевой расчёт                   | 1 человек                                                       | 1 человек                                       |                                   |                                        | 3 человека         |
| Масса (без б\к)                 | 1800 кг                                                         | 3000 кг                                         | 5420 кг                           | 3523 кг                                | 6000               |